# 多斑鸢尾
多斑鸢尾（学名：Iris polysticta）为鸢尾科鸢尾属的植物，为中国的特有植物。分布于中国大陆的四川、云南、西藏等地，生长于海拔3,100米至3,200米的地区，多生于河边湿地及向阳坡地，目前尚未由人工引种栽培。